# Іванов Дмитро Володимирович
Дмитро́ Володи́мирович Івано́в (нар. 30 вересня 1989, Київ, СРСР) — український футболіст, воротар футбольного клубу «Чайка». Відомий також завдяки виступам у складі київського «Арсенала», броварського «Нафкома» та низки інших українських клубів.

## Життєпис
Дмитро Іванов народився у Києві, де й почав займатися футболом у ДЮФШ «Сталь», хоч з 6-7 відвідував секцію з карате. З 2003 по 2006 рік виступав у змаганнях ДЮФЛУ за броварський «Нафком», у якому згодом і розпочав професійну кар'єру. У 2005 році викликався до юнацької збірної України, однак жодного матчу в її складі так і не зіграв, задовольнившись перебуванням на лаві запасних. Під час зимової перерви сезону 2008/2009 приєднався до складу аматорського клубу «Ірпінь» (Гореничі), де відіграв другу половину сезону. Влітку 2009 року вирушив до Білорусі, уклавши угоду з найсильнішим клубом країни «БАТЕ». Протягом двох сезонів був основним голкіпером молодіжного складу, однак за першу команду жодної хвилини так і не зіграв.
На початку 2012 року Іванов повернувся до України, приставши на пропозицію івано-франківського «Прикарпаття», однак вже за декілька місяців перебрався поближче до дому, поповнивши лави аматорського клубу «Діназ» (Вишгород).
Другу половину сезону 2012/13 провів у складі свердловського «Шахтаря». Разом з командою здобув «бронзу» групи Б другої ліги чемпіонату України, однак у матчах за право виступати у першій лізі команда Іванова поступилася київському «Динамо-2». Наступний сезон воротар розпочав у хмельницькому «Динамо», однак у листопаді 2013 клуб було розформовано, а Іванов змушений був шукати собі нову команду, якою стала тернопільська «Нива». Єдиний неповний матч у складі нового клубу Іванов провів 11 серпня 2014 року проти дніпродзержинської «Сталі» — на 24-й хвилині його було вилучено за фол останньої надії.
На початку 2015 року Дмитро Іванов перейшов до відродженого «Арсеналу» (Київ), що брав участь у чемпіонаті міста. З сезону 2015/16 року разом з командою розпочав виступи у другій лізі. Протягом першого кола був основним голкіпером киян, однак згодом поступився місцем у основі Сергію Сіталу.

## Досягнення
- Брав участь у «бронзовому» сезоні свердловського «Шахтаря» в групі Б другої ліги чемпіонату України (2012/13), однак провів на полі всього 2 матчі, чого замало для отримання медалей